# IC 32
IC 32 је спирална галаксија у сазвјежђу Кит која се налази на листи објеката дубоког неба у Индекс каталогу.
Деклинација објекта је - 2° 8' 28" а ректасцензија 0h 35m 1,6s. Привидна величина (магнитуда) објекта IC 32 износи 15,4 а фотографска магнитуда 16,2. IC 32 је још познат и под ознакама MCG 0-2-80, NPM1G -02.0012, PGC 2096.